# Helgeandsholmen

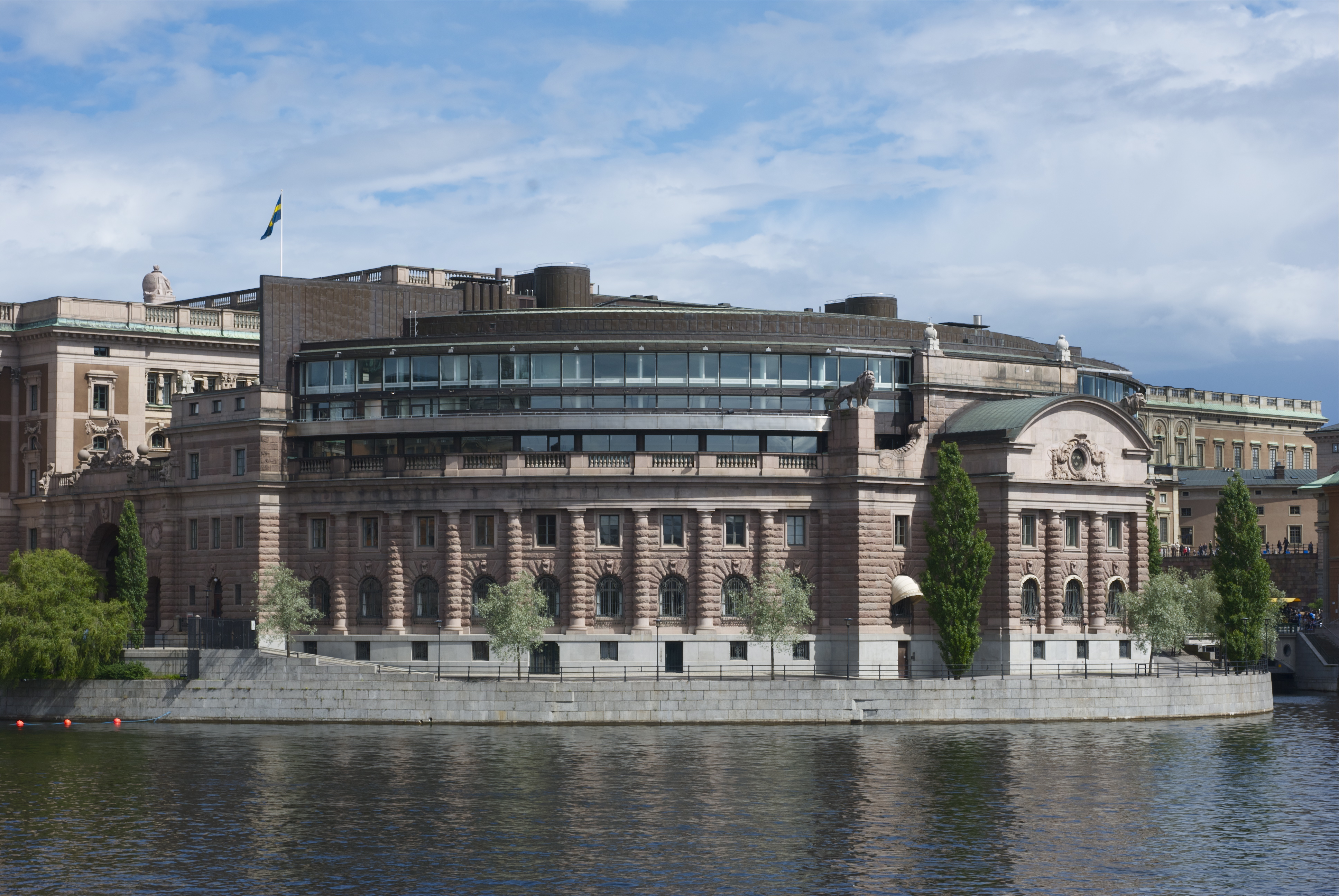
Helgeandsholmen ed il palazzo del parlamento svedese (guardando verso est).

Helgeandsholmen è una piccola isola al centro di Stoccolma, in Svezia. L'isola è a nord del Stadsholmen e del Palazzo Reale di Stoccolma, insieme ai quali forma la Città vecchia di Stoccolma.
Sull'isola vi è un solo edificio, che ospita il Parlamento della Svezia, il Riksdag. Il nome Helgeandsholmen deriva da una variazione della frase "Den helige andes holme", che significa "L'isola dello Spirito Santo".